# Izgubljen, da najden
Izgubljen, da najden je slovenska nizkoproračunska romantična drama iz leta 2013. Napisal in režiral jo je Tomaž Šneberger.
Moški in ženska sanjata drug o drugem in se zaljubita, čeprav se ne poznata in sta vsak v svoji partnerski zvezi. 

### Zgodba
Mladi ptujski avtomehanik Mitja sanja o igralstvu, njegova punca Ana pa ga vara s Petrom. Lara in njen sodelavec pripravita avdicijo za film, v katerem hoče nastopiti tudi Mitja.

### Produkcija
Tomaž Šneberger je voznik tovornjaka. Scenarij je napisal leta 2006, poleti 2011 pa je film dokončal v približno 25 snemalnih dneh, čeprav je imel zelo malo denarja. Vsi razen direktorja fotografije so bili prostovoljci. Katja Šimek iz Celja je bila izbrana na avdiciji, ostali so bili pretežno s Ptuja. Glasbo je prispeval KvinTon. Tadej Toš se pojavi v nekaj kadrih.

## Sprejem pri kritikih in gledalcih

### Kritiki
Marcela Štefančiča jr. (ocena »zadržan«) je zmotilo razlaganje poante v samem naslovu, pomanjkanje kontroverznosti, ki bi opravičila amaterstvo in premalo profesionalizma za véliko temo, ki so se je lotili. Izbira žanra grozljivke ali akcijskega filma namesto drame bi se mu zdela primernejša, saj tako naturščiki in slabi dialogi ne bi predstavljali problema. Slovenec, ki bi rad postal igralec, se mu zdi patetičen.
Denis Valič je film opljuval kot še en nepomemben amaterski zmazek, ki si ne zasluži predvajanja v osrednjem kinematografu ter primerjav s filmi, narejenimi z davkoplačevalskim denarjem. Šneberger je zanj pogumen fant, ki je izkoristil dostopnost digitalne tehnologije, nikakor pa ne novi up slovenskega filma.

### Obisk v kinu
Film je videlo 820 gledalcev.

## Zasedba
- David Matiči: Mitja, avtomehanik
- Katja Šimek: Ana, Mitjino dekle
- Elvis Lukačič: Peter, Anin ljubimec
- Leonora Matiči: Lara
- Mitja Mešl: Larin sodelavec
- Tadej Toš